# Otto Steinert
Otto Steinert (12 de julio de 1915 - 3 de marzo de 1978) fue un fotógrafo alemán que inició el Fotoform y promovió el movimiento de la fotografía subjetiva. Está considerado como uno de los fotógrafos más influyentes en Alemania durante la postguerra de la Segunda Guerra Mundial.

## Biografía
Durante su adolescencia empezó a interesarse en la fotografía y sus primeras fotos conocidas son de 1929, en 1934 se construyó él mismo una cámara fotográfica por lo que se le puede considerar de formación autodidacta en fotografía. Estudió medicina en Múnich, Marburg y Rostock, y estuvo ejerciendo como médico en diferentes lugares. En 1943 se casó con Marlis Gertrude Johanna Damler y fue destinado a Berlín como médico en el estado mayor del ejército de tierra. Al finalizar la guerra estuvo internado en Kiel hasta 1947, regresó al Sarre donde había nacido con la intención de trabajar en el hospital de Hamburgo, pero no lo consiguió y se puso a trabajar en la fotografía en la empresa de Franz Altenkirch.
En 1948 empezó a dar clases de fotografía en la escuela de Artes y oficios de Saarbrücken, de la que fue director en 1952. Al mismo tiempo fue fotógrafo oficial del teatro de Sarrebruck y conoció a Wolfgang Reisewitz, Ludwig Windstosser, Peter Keetman, Toni Schneiders y Siegfried Lauterwasser, con los que fundó el grupo denominado Fotoform. Desde 1959 fue profesor en la Folkwangschule y tuvo como discípulos a fotógrafos como André Gelpke, Arno Jansen, Bernd Jansen, Heinrich Riebesehl, Detlef Orlopp, Erich de l'Endt, Monika von Boch, Kilian Breier y Harald Boockmann.

## Trayectoria artística
Su trabajo fotográfico se encuentra ligado a su trabajo pedagógico y se rige por la investigación formal y la búsqueda de un lenguaje específicamente fotográfico. Su labor en la recuperación de las ideas de los fotógrafos de la Escuela de la Bauhaus y su aplicación en los años cincuenta es notable; así como su participación en los movimientos artísticos de la Fotoform y de la fotografía subjetiva.
Un principio que propone es que el valor de la fotografía no depende del tema fotografiado, sino del proceso creativo del fotógrafo, por tanto en sus exposiciones sobre fotografía subjetiva incluye autores tan diversos como Henri Cartier-Bresson, Raoul Hausmann, Robert Doisneau, Irving Penn o William Klein. Así Steinert afirmaba:"Admito cualquier cosa que tenga calidad".
Su trabajo ha sido reconocido por numerosos galardones:
- 1958 Medalla de oro en la Bienal de Venecia.
- 1960 Título de Doctor honorífico otorgado por el gobierno del Sarre.
- 1962 Premio de cultura de la asociación alemana de fotografía.
- 1965 Medalla de la sociedad francesa de la fotografía.
- 1965 Medalla David Octavius Hill de la sociedad del mismo nombre.
- 1973 Cruz al mérito distinguido de la República federal alemana.

A lo largo de su vida realizó exposiciones por todo el mundo, pero su obra continúa presente en numerosas exposiciones itinerantes.
Gran parte de su obra fotográfica se puede encontrar en el Museo Folkwang.